# Waldemar Wolf
Waldemar Wolf (* 16. September 1929 in Leina; † 10. Juni 2001) war ein hessischer Politiker (SPD) und ehemaliger Abgeordneter des Hessischen Landtags.

## Ausbildung und Beruf
Waldemar Wolf besuchte 1936 bis 1944 die Volksschule und machte danach eine Lehre als Lokjunghelfer im Reichsbahnbetriebswerk Gotha. 1947 legte er die Gesellenprüfung als Schlosser ab und arbeitete 1947/48 Lok- und Motorenschlosser im Reichsbahnwerk Gotha. 1949 bis 1951 arbeitete er als Schlosser, 1951 bis 1955 als Kalkulator in der Lowa Gotha. 1955 bis 1960 war er Betriebsschlosser bei der Adam Opel AG in Rüsselsheim. 1959 besuchte er einen Werksmeisterlehrgang und war seit 1960 Werkmeister bei der Adam Opel AG. Seit 1974 arbeitete er als Beamter in einem Hessischen Ministerium.
Waldemar Wolf war verheiratet und hatte zwei Kinder. 

## Politik
Waldemar Wolf war Mitglied der SPD und dort in verschiedenen Vorstandsämtern tätig. So war er seit 1960 Mitglied des Unterbezirksvorstandes der SPD Main-Taunus und seit 1963 Erster Vorsitzender des Ortsvereins Hochheim der SPD. In Hochheim am Main war er von 1962 bis 1968 Stadtverordneter und dort von 1964 bis 1968 Fraktionsvorsitzender sowie von 1968 bis 1974 Ehrenamtlicher Stadtrat. Ab 1960 war er Mitglied des Kreistags Main-Taunus und vom 1. Dezember 1970 bis zum 30. November 1974 Mitglied des Hessischen Landtags.